# Adetus pinima
Adetus pinima là một loài bọ cánh cứng trong họ Cerambycidae.